# Karl Haller (Politiker)
Karl Eugen Haller (* 25. Juni 1884 in Ulm; † 11. April 1963 in Tübingen) war ein deutscher Ingenieur und Kommunalpolitiker. Er war von 1929 bis 1933 Oberbürgermeister der Stadt Reutlingen.

## Leben
Haller war ein Sohn des Steuerwachtmeisters Matthäus Haller und dessen Ehefrau Marie Pauline Christine, geb. Wegler. Nach einer Lehre als Zimmermann besuchte er ab 1904 die Baugewerkschule in Stuttgart und legte 1906 die staatliche Prüfung für das Wasserbaufach ab. 1906 bis 1912 war er in verschiedenen Stellungen bei den Eisenbahnbauinspektionen Esslingen und Stuttgart sowie beim Militärbauamt I in Ludwigsburg beschäftigt. Parallel dazu nahm er 1909 das Studium an der Technischen Hochschule in Stuttgart auf, das er 1913 in Braunschweig und 1914 in München fortsetzte. Im Sommer 1915 bestand er die Diplomprüfung für Bauingenieure. 1916 wurde er an der TH München zum Dr.-Ing. promoviert.
Während des Ersten Weltkriegs wurde Haller vom Mai bis Dezember 1918 als Oberingenieur bei einer Privatbahn an der Hauptbahn Przemysel-Lemberg-Tarnopol eingesetzt. Nach Kriegsende folgten weitere Studien an der Universität Tübingen, wo er 1920 bei Carl Johannes Fuchs mit einer Arbeit über Die Bedeutung der Meliorationen (Be- und Entwässerungen) als Mittel zur Förderung der Landeskultur zum Dr. sc. pol. promoviert wurde.
Anschließend wurde Haller im Tiefbauamt der Stadt Ulm und beim preußischen Neubauamt der Mainkanalisierung in Hanau verwendet. Im Frühjahr 1921 bestand er in Stuttgart die Staatsprüfung für Bauingenieure. Von Mai bis Oktober 1921 war er Mitarbeiter des Wasserkraftamts des Ministeriums des Innern. Am 1. Oktober 1921 wurde er Berichterstatter beim württembergischen Landesgewerbeamt. Einen Ruf an die Universität Tanshang lehnte er ab. Am 18. Januar 1926 wurde Haller Bürgermeister der Stadt Langenau. Im März 1929 wurde er Oberbürgermeister der Stadt Reutlingen. 1933 wurde er durch Reichsstatthalter Wilhelm Murr seines Amtes enthoben und durch den Nationalsozialisten Richard Dederer ersetzt. Haller zog sich aus der Öffentlichkeit zurück und widmete sich im Wintersemester 1933/34 dem Studium der Literatur, Kunstgeschichte und Philosophie an der Universität Tübingen. Von März 1948 bis 30. September 1949 war er wieder Bürgermeister in Langenau.
Haller war ehrenamtlicher Geschäftsführer der Württembergischen Volkswirtschaftlichen Gesellschaft.